# Asplenium rutifolium
Asplenium rutifolium är en svartbräkenväxtart som först beskrevs av Carl Ludwig Willdenow, och fick sitt nu gällande namn av Kze. Asplenium rutifolium ingår i släktet Asplenium och familjen Aspleniaceae. Inga underarter finns listade.

## Bildgalleri

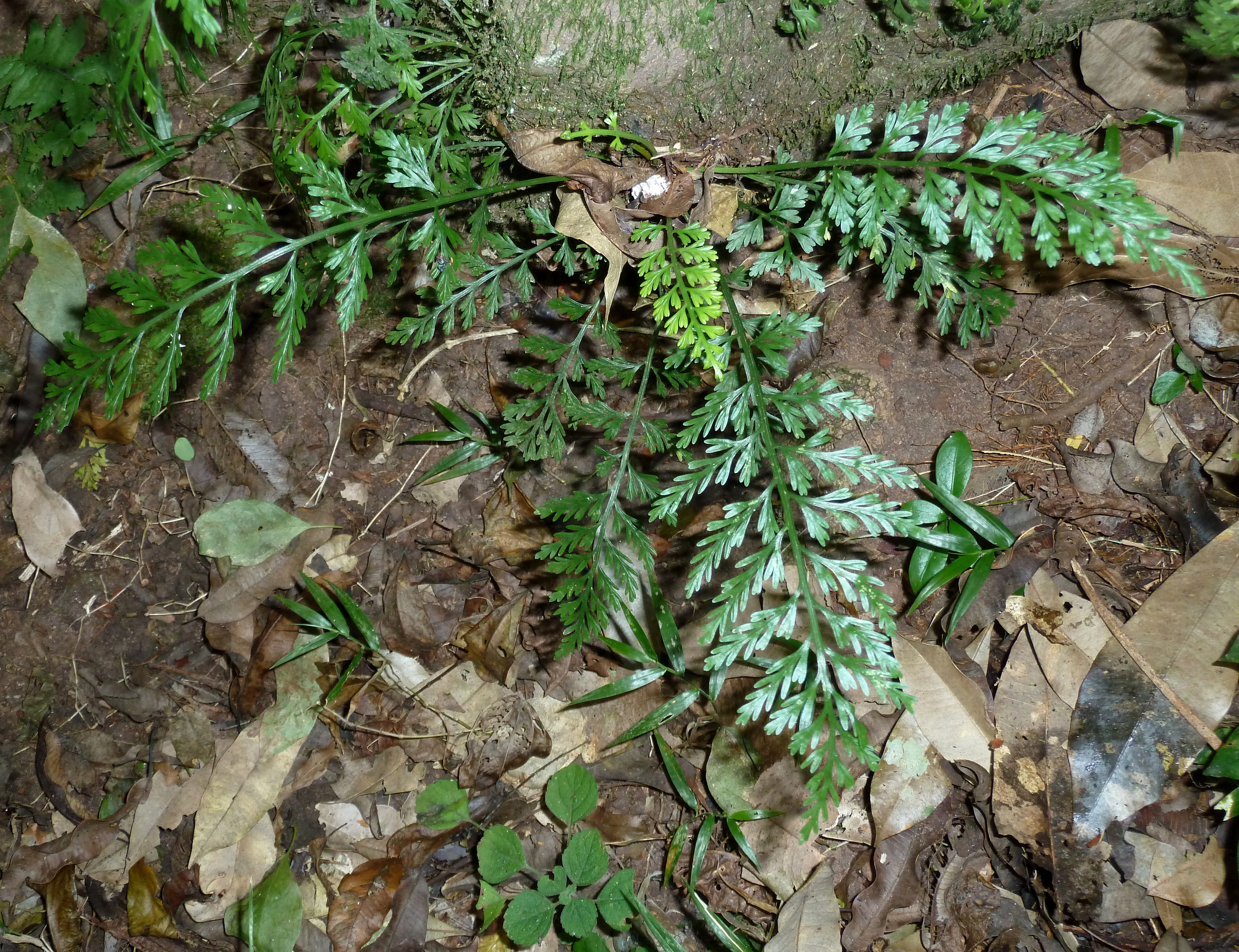
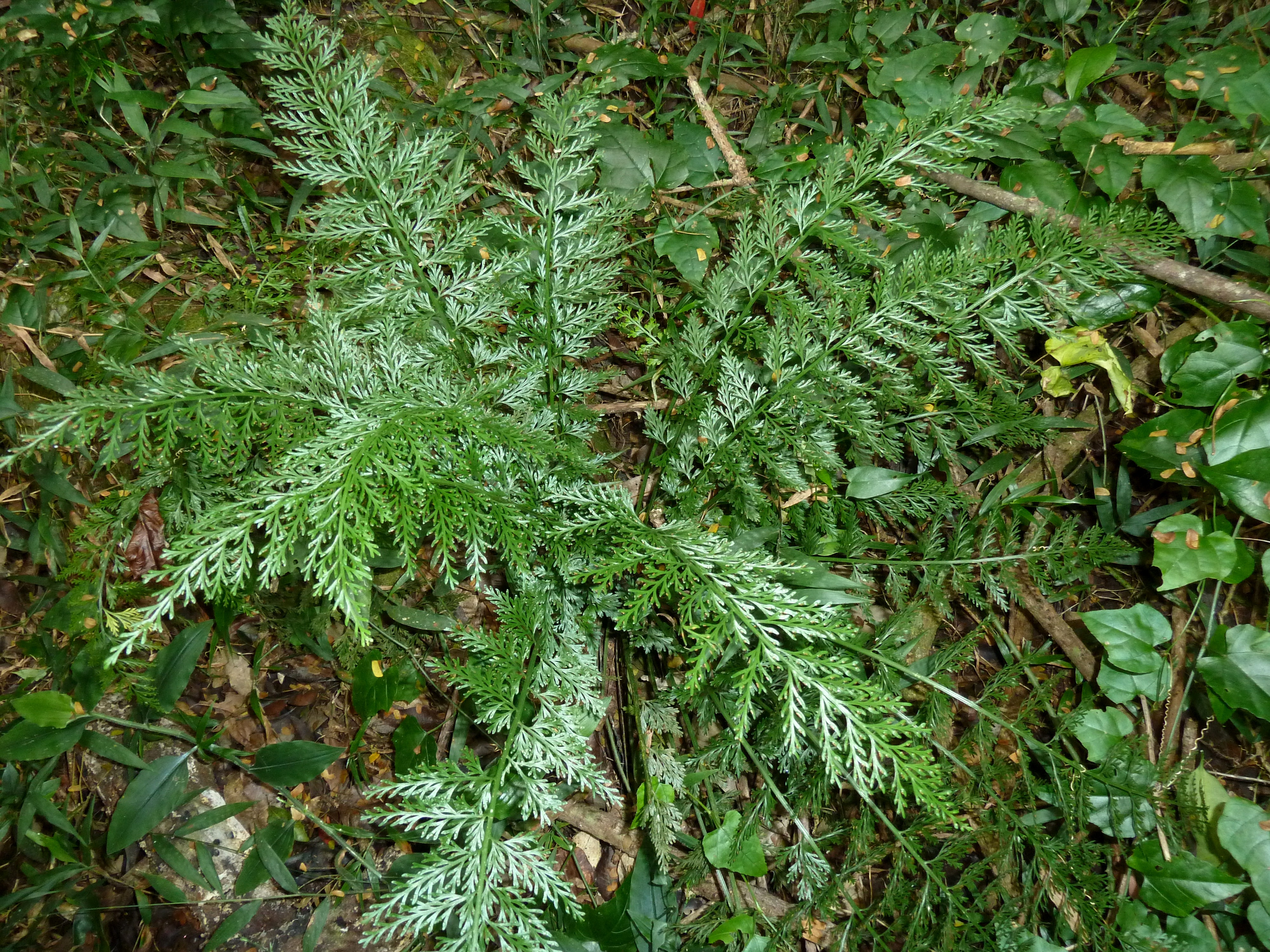